# Joaquim Macedo de Aguiar
Joaquim Macedo de Aguiar (* 1854; † 1882) war ein portugiesischer Botaniker. Sein offizielles botanisches Autorenkürzel lautet  „Aguiar“.
Er hat den Hülsenfrüchtler aus der Tribus Dalbergieae Andira araroba erstbeschrieben. Die Pflanzengattung Aguiaria ehrt aber  im Gegensatz zu Zander nicht diesen Botaniker, sondern einen brasilianischen Marineoffizier mit Namen Brás Dias de Aguiar (1881–1947), wie Adolpho Ducke berichtet, der diese Gattung neu beschrieb.

## Werke
- Joaquim Macedo de Aguiar: Historia natural da araroba sua acçào physiologica e usos therapeuticos.